# Simple Plan/Diskografie
Diese Diskografie ist eine Übersicht über die musikalischen Werke der kanadischen Rock-Musikgruppe Simple Plan. Den Quellenangaben und Schallplattenauszeichnungen zufolge hat sie bisher mehr als 12,2 Millionen Tonträger verkauft, davon alleine in ihrer Heimat über 800.000. Ihre erfolgreichste Veröffentlichung ist das Album No Pads, No Helmets … Just Balls mit über 2,4 Millionen verkauften Einheiten.

## Alben

### Studioalben
| Jahr | Titel                            | Höchstplatzierung, Gesamtwochen, AuszeichnungChartplatzierungen (Jahr, Titel, Platzierungen, Wochen, Auszeichnungen, Anmerkungen) | Höchstplatzierung, Gesamtwochen, AuszeichnungChartplatzierungen (Jahr, Titel, Platzierungen, Wochen, Auszeichnungen, Anmerkungen) | Höchstplatzierung, Gesamtwochen, AuszeichnungChartplatzierungen (Jahr, Titel, Platzierungen, Wochen, Auszeichnungen, Anmerkungen) | Höchstplatzierung, Gesamtwochen, AuszeichnungChartplatzierungen (Jahr, Titel, Platzierungen, Wochen, Auszeichnungen, Anmerkungen) | Höchstplatzierung, Gesamtwochen, AuszeichnungChartplatzierungen (Jahr, Titel, Platzierungen, Wochen, Auszeichnungen, Anmerkungen) | Höchstplatzierung, Gesamtwochen, AuszeichnungChartplatzierungen (Jahr, Titel, Platzierungen, Wochen, Auszeichnungen, Anmerkungen) | Anmerkungen                                                  |
| Jahr | Titel                            | DE | AT | CH | UK | US | CA | Anmerkungen                                                  |
| ---- | -------------------------------- | --- | --- | --- | --- | --- | --- | ------------------------------------------------------------ |
| 2002 | No Pads, No Helmets … Just Balls | — | — | — | UK— SilberUK | US35 ×2Doppelplatin · (69 Wo.)US                                                                                                  | CA— ×2DoppelplatinCA | Erstveröffentlichung: 19. März 2002 Verkäufe: + 2.437.500    |
| 2004 | Still Not Getting Any …          | DE16 (11 Wo.)DE | AT5 (19 Wo.)AT | CH22 (38 Wo.)CH | UK— SilberUK | US3 Platin · (49 Wo.)US | CA2 ×4Vierfachplatin · (8 Wo.)CA                                                                                                  | Erstveröffentlichung: 26. Oktober 2004 Verkäufe: + 1.960.000 |
| 2008 | Simple Plan                      | DE10 (21 Wo.)DE | AT9 (10 Wo.)AT | CH7 (16 Wo.)CH | UK31 (3 Wo.)UK | US14 (8 Wo.)US | CA2 Platin · (8 Wo.)CA | Erstveröffentlichung: 12. Februar 2008 Verkäufe: + 240.000   |
| 2011 | Get Your Heart On!               | DE10 (7 Wo.)DE | AT22 (4 Wo.)AT | CH7 (12 Wo.)CH | UK71 (1 Wo.)UK | US52 (1 Wo.)US | CA2 Gold · (5 Wo.)CA | Erstveröffentlichung: 21. Juni 2011                          |
| 2016 | Taking One for the Team          | DE30 (1 Wo.)DE | AT18 (2 Wo.)AT | CH10 (3 Wo.)CH | UK44 (2 Wo.)UK | US94 (1 Wo.)US | CA4 (4 Wo.)CA | Erstveröffentlichung: 19. Februar 2016                       |
| 2022 | Harder Than It Looks             | DE82 (1 Wo.)DE | AT59 (1 Wo.)AT | CH36 (1 Wo.)CH | — | — | CA84 (1 Wo.)CA | Erstveröffentlichung: 6. Mai 2022                            |

### Livealben
| Jahr | Titel              | Höchstplatzierung, Gesamtwochen, AuszeichnungChartplatzierungen (Jahr, Titel, Platzierungen, Wochen, Auszeichnungen, Anmerkungen) | Höchstplatzierung, Gesamtwochen, AuszeichnungChartplatzierungen (Jahr, Titel, Platzierungen, Wochen, Auszeichnungen, Anmerkungen) | Höchstplatzierung, Gesamtwochen, AuszeichnungChartplatzierungen (Jahr, Titel, Platzierungen, Wochen, Auszeichnungen, Anmerkungen) | Höchstplatzierung, Gesamtwochen, AuszeichnungChartplatzierungen (Jahr, Titel, Platzierungen, Wochen, Auszeichnungen, Anmerkungen) | Höchstplatzierung, Gesamtwochen, AuszeichnungChartplatzierungen (Jahr, Titel, Platzierungen, Wochen, Auszeichnungen, Anmerkungen) | Höchstplatzierung, Gesamtwochen, AuszeichnungChartplatzierungen (Jahr, Titel, Platzierungen, Wochen, Auszeichnungen, Anmerkungen) | Anmerkungen                                               |
| Jahr | Titel              | DE | AT | CH | UK | US | CA | Anmerkungen                                               |
| ---- | ------------------ | --- | --- | --- | --- | --- | --- | --------------------------------------------------------- |
| 2005 | MTV Hard Rock Live | — | — | CH84 (2 Wo.)CH | — | US119 (2 Wo.)US | CA— GoldCA | Erstveröffentlichung: 4. Oktober 2005 Verkäufe: + 125.000 |

Weitere Livealben
- 2003: Live in Japan 2002
- 2004: Live in Anaheim

### Kompilationen
- 2003: Warped Tour 2003 Tour Compilation
- 2004: Warped Tour 2004 Tour Compilation

### EPs
- 2004: Live in Anaheim
- 2009: iTunes Live from Montreal
- 2013: Get Your Heart On – The Second Coming

## Singles
| Jahr | Titel Album                                                    | Höchstplatzierung, Gesamtwochen, AuszeichnungChartplatzierungen (Jahr, Titel, Album, Platzierungen, Wochen, Auszeichnungen, Anmerkungen) | Höchstplatzierung, Gesamtwochen, AuszeichnungChartplatzierungen (Jahr, Titel, Album, Platzierungen, Wochen, Auszeichnungen, Anmerkungen) | Höchstplatzierung, Gesamtwochen, AuszeichnungChartplatzierungen (Jahr, Titel, Album, Platzierungen, Wochen, Auszeichnungen, Anmerkungen) | Höchstplatzierung, Gesamtwochen, AuszeichnungChartplatzierungen (Jahr, Titel, Album, Platzierungen, Wochen, Auszeichnungen, Anmerkungen) | Höchstplatzierung, Gesamtwochen, AuszeichnungChartplatzierungen (Jahr, Titel, Album, Platzierungen, Wochen, Auszeichnungen, Anmerkungen) | Höchstplatzierung, Gesamtwochen, AuszeichnungChartplatzierungen (Jahr, Titel, Album, Platzierungen, Wochen, Auszeichnungen, Anmerkungen) | Anmerkungen                                                                                   |
| Jahr | Titel Album                                                    | DE | AT | CH | UK | US | CA | Anmerkungen                                                                                   |
| ---- | -------------------------------------------------------------- | --- | --- | --- | --- | --- | --- | --------------------------------------------------------------------------------------------- |
| 2002 | I’d Do Anything No Pads, No Helmets…Just Balls                 | — | — | — | UK78 (1 Wo.)UK | US51 Gold · (12 Wo.)US | — | Erstveröffentlichung: 8. Oktober 2002 Verkäufe: + 500.000; feat. Mark Hoppus                  |
| 2003 | Addicted No Pads, No Helmets…Just Balls                        | — | — | — | UK63 (2 Wo.)UK | US45 Gold · (19 Wo.)US | — | Erstveröffentlichung: 3. Juni 2003 Verkäufe: + 500.000                                        |
| 2003 | Perfect No Pads, No Helmets…Just Balls                         | — | — | — | — | US24 Platin · (20 Wo.)US | — | Erstveröffentlichung: 26. August 2003 Verkäufe: + 1.070.000                                   |
| 2004 | Welcome to My Life Still Not Getting Any…                      | DE70 (3 Wo.)DE | — | — | UK49 (2 Wo.)UK | US40 ×2Doppelplatin · (18 Wo.)US | CA— ×2DoppelplatinCA | Erstveröffentlichung: 12. September 2004 Verkäufe: + 2.280.000                                |
| 2005 | Shut Up! Still Not Getting Any…                                | DE25 (9 Wo.)DE | AT59 (7 Wo.)AT | — | UK44 (2 Wo.)UK | US99 Gold · (2 Wo.)US | CA— GoldCA | Erstveröffentlichung: 22. Februar 2005 Verkäufe: + 575.000                                    |
| 2005 | Untitled (How Could This Happen to Me?) Still Not Getting Any… | — | — | CH7 (26 Wo.)CH | — | US49 Gold · (16 Wo.)US | CA— PlatinCA | Erstveröffentlichung: 1. April 2005 Verkäufe: + 595.000                                       |
| 2007 | When I’m Gone Simple Plan                                      | DE42 (9 Wo.)DE | AT37 (13 Wo.)AT | CH31 (21 Wo.)CH | UK26 (5 Wo.)UK | — | CA11 (21 Wo.)CA | Erstveröffentlichung: 29. Oktober 2007                                                        |
| 2008 | Your Love Is a Lie Simple Plan                                 | DE37 (11 Wo.)DE | AT52 (10 Wo.)AT | — | UK63 (3 Wo.)UK | — | CA16 (27 Wo.)CA | Erstveröffentlichung: 19. April 2008                                                          |
| 2008 | Save You Simple Plan                                           | — | — | — | — | — | CA18 (20 Wo.)CA | Erstveröffentlichung: 14. August 2008                                                         |
| 2009 | No Love Simple Plan                                            | — | — | — | — | — | CA77 (7 Wo.)CA | Erstveröffentlichung: März 2009                                                               |
| 2009 | Generation Simple Plan                                         | — | — | — | — | — | CA90 (4 Wo.)CA | Erstveröffentlichung: Juni 2009                                                               |
| 2011 | Can’t Keep My Hands Off You Get Your Heart On!                 | — | — | — | — | — | CA70 (1 Wo.)CA | Erstveröffentlichung: 31. März 2011 feat. Rivers Cuomo                                        |
| 2011 | Jet Lag Get Your Heart On!                                     | DE59 (14 Wo.)DE | — | CH54 (10 Wo.)CH | — | — | CA11 Platin · (29 Wo.)CA | Erstveröffentlichung: 25. April 2011 Verkäufe: + 35.000 feat. Natasha Bedingfield / Marie-Mai |
| 2011 | Summer Paradise Get Your Heart On!                             | DE9* Gold · (19 Wo.)DE | AT7* Gold · (20 Wo.)AT | CH11* Platin · (22 Wo.)CH | UK12* Silber · (6 Wo.)UK | — | CA8 ×3Dreifachplatin · (35 Wo.)CA | Erstveröffentlichung: 13. Dezember 2011 Verkäufe: + 852.400; feat. K’naan / *Sean Paul        |

Weitere Singles
- 2002: I’m Just a Kid (UK: Silber, US: Platin, Verkäufe: + 1.200.000)
- 2004: Don’t Wanna Think About You
- 2005: Crazy
- 2006: Perfect World
- 2011: Astronaut
- 2015: Boom
- 2015: I Don’t Want to Go to Bed (feat. Nelly, CA: Gold, Verkäufe: + 40.000)
- 2016: Christmas Every Day
- 2021: The Antidote
- 2022: Ruin My Life
- 2022: Congratulations
- 2025: Young & Dumb (mit Avril Lavigne)

## Videoalben und Musikvideos

### Videoalben
- 2003: A Big Package for You (US: Gold, CA: Platin, Verkäufe: + 67.500)
- 2004: Still Not Getting Any …
- 2005: MTV Hard Rock Live

### Musikvideos
| Jahr | Titel                                   | Regie                      |
| ---- | --------------------------------------- | -------------------------- |
| 2002 | I’m Just a Kid                          | Smith N’ Borin             |
| 2002 | I’d Do Anything                         | Smith N’ Borin             |
| 2003 | Addicted                                | Smith N’ Borin             |
| 2003 | Perfect                                 | Liz Friedlander            |
| 2004 | Don’t Wanna Think About You             | Smith N’ Borin             |
| 2004 | Welcome to My Life                      | Phillip Atwell             |
| 2005 | Shut Up!                                | Eric White, Simple Plan    |
| 2005 | Untitled (How Could This Happen to Me?) | Marc Klasfeld, Simple Plan |
| 2005 | Crazy                                   | Marc Klasfeld              |
| 2007 | When I’m Gone                           | Frank Borin, Simple Plan   |
| 2008 | Your Love Is a Lie                      | Wayne Isham                |
| 2008 | Save You                                | RT!                        |
| 2008 | I Can Wait Forever                      | LaMB                       |
| 2011 | Can’t Keep My Hands Off You             | Frank Borin, Simple Plan   |
| 2011 | Jet Lag                                 | Frank Borin, Simple Plan   |

## Statistik

### Chartauswertung
|                     | DE    | AT    | CH    | UK    | US    | CA    |
| ------------------- | ----- | ----- | ----- | ----- | ----- | ----- |
| Nummer-eins-Alben   | DE—DE | AT—AT | CH—CH | UK—UK | US—US | CA—CA |
| Top-10-Alben        | DE2DE | AT2AT | CH3CH | UK—UK | US1US | CA4CA |
| Alben in den Charts | DE5DE | AT5AT | CH6CH | UK3UK | US6US | CA4CA |

|                       | DE    | AT    | CH    | UK    | US    | CA    |
| --------------------- | ----- | ----- | ----- | ----- | ----- | ----- |
| Nummer-eins-Singles   | DE—DE | AT—AT | CH—CH | UK—UK | US—US | CA—CA |
| Top-10-Singles        | DE1DE | AT1AT | CH1CH | UK—UK | US—US | CA1CA |
| Singles in den Charts | DE6DE | AT4AT | CH4CH | UK7UK | US6US | CA8CA |

### Auszeichnungen für Musikverkäufe
| Goldene Schallplatte - Australien - 2005: für die Single Untitled (How Could This Happen to Me?) - 2005: für das Videoalbum A Big Package for You - 2005: für die Single Shut Up! - 2011: für die Single Jet Lag - Brasilien - 2005: für das Album Still Not Getting Any … - 2006: für das Album MTV Hard Rock Live - 2006: für das Videoalbum MTV Hard Rock Live - Frankreich - 2006: für das Album Still Not Getting Any … - Italien - 2024: für die Single Welcome to My Life - Japan - 2003: für das Album No Pads, No Helmets … Just Balls - 2004: für das Album Still Not Getting Any … - Mexiko - 2005: für das Album Still Not Getting Any … - 2008: für das Album Simple Plan - Neuseeland - 2004: für das Album No Pads, No Helmets … Just Balls - Schweden - 2007: für die Single Untitled (How Could This Happen to Me?) | Platin-Schallplatte - Australien - 2004: für die Single Perfect - 2005: für das Album No Pads, No Helmets … Just Balls - 2005: für die Single Welcome to My Life - Brasilien - 2009: für das Album Simple Plan (Digital) - Italien - 2012: für die Single Summer Paradise - Neuseeland - 2005: für das Album Still Not Getting Any … 2× Platin-Schallplatte - Australien - 2012: für die Single Summer Paradise 3× Platin-Schallplatte - Australien - 2024: für das Album Still Not Getting Any… |

Anmerkung: Auszeichnungen in Ländern aus den Charttabellen bzw. Chartboxen sind in ebendiesen zu finden.
| Land/RegionAuszeichnungen für Musikverkäufe (Land/Region, Auszeichnungen, Verkäufe, Quellen) | Silber     | Gold       | Platin       | Verkäufe  | Quellen                   |
| -------------------------------------------------------------------------------------------- | ---------- | ---------- | ------------ | --------- | ------------------------- |
| Australien (ARIA)                                                                            | —          | 4× Gold4   | 8× Platin8   | 672.500   | aria.com.au               |
| Brasilien (PMB)                                                                              | —          | 3× Gold3   | Platin1      | 145.000   | pro-musicabr.org.br       |
| Deutschland (BVMI)                                                                           | —          | Gold1      | —            | 150.000   | musikindustrie.de         |
| Frankreich (SNEP)                                                                            | —          | Gold1      | —            | 122.400   | infodisc.fr               |
| Italien (FIMI)                                                                               | —          | Gold1      | Platin1      | 80.000    | fimi.it                   |
| Japan (RIAJ)                                                                                 | —          | 2× Gold2   | —            | 200.000   | riaj.or.jp                |
| Kanada (MC)                                                                                  | —          | 4× Gold4   | 15× Platin15 | 1.130.000 | musiccanada.com           |
| Mexiko (AMPROFON)                                                                            | —          | 2× Gold2   | —            | 90.000    | amprofon.com.mx           |
| Neuseeland (RMNZ)                                                                            | —          | Gold1      | Platin1      | 22.500    | aotearoamusiccharts.co.nz |
| Österreich (IFPI)                                                                            | —          | Gold1      | —            | 15.000    | ifpi.at                   |
| Schweden (IFPI)                                                                              | —          | Gold1      | —            | 10.000    | sverigetopplistan.se      |
| Schweiz (IFPI)                                                                               | —          | —          | Platin1      | 30.000    | hitparade.ch              |
| Vereinigte Staaten (RIAA)                                                                    | —          | 5× Gold5   | 7× Platin7   | 9.050.000 | riaa.com                  |
| Vereinigtes Königreich (BPI)                                                                 | 4× Silber4 | —          | —            | 520.000   | bpi.co.uk                 |
| Insgesamt                                                                                    | 4× Silber4 | 26× Gold26 | 34× Platin34 |           |                           |